# Penisola Sorrentina
Penisola Sorrentina – półwysep znajdujący się na południu Włoch, rozdzielający Zatoki Neapolitańską na północy i Salerneńską na południu.
Nazwa półwyspu pochodzi od znajdującego się na nim miasta Sorrento, zaś południowe wybrzeże półwyspu, od miasta Amalfi, nosi nazwę Wybrzeża Amalfitańskiego. Naprzeciw czubka półwyspu leży natomiast wyspa Capri. Półwysep jest regionem turystycznym.